# サルト (ヨルダン)
サルト（アッ＝サルト、السلط, Salt, As-Salt）はヨルダン中西部の中心都市でバルカ県の県都。古代から農業などで栄えた街で、アンマンとエルサレムとを結ぶ古い街道の半ばにある。サルトの街は海抜790mから1,100mのバルカ高原に位置し、ヨルダン川渓谷に近い3つの丘にまたがっている。3つの丘のうちのひとつ（ジャバル・アル・カルア Jebal Al Qal'a）には、13世紀に建てられた城塞の遺跡がある。中心部にはアラビア語で「風呂屋市場」を意味するスーク・ハンマームがあるが、ここにはローマ時代の浴場の遺跡が存在したと言われており、また20世紀半ばまで浴場が存在していた。
2000年の人口は330,570人で、ヨルダンの人口の6.5%を占めている。

## 歴史

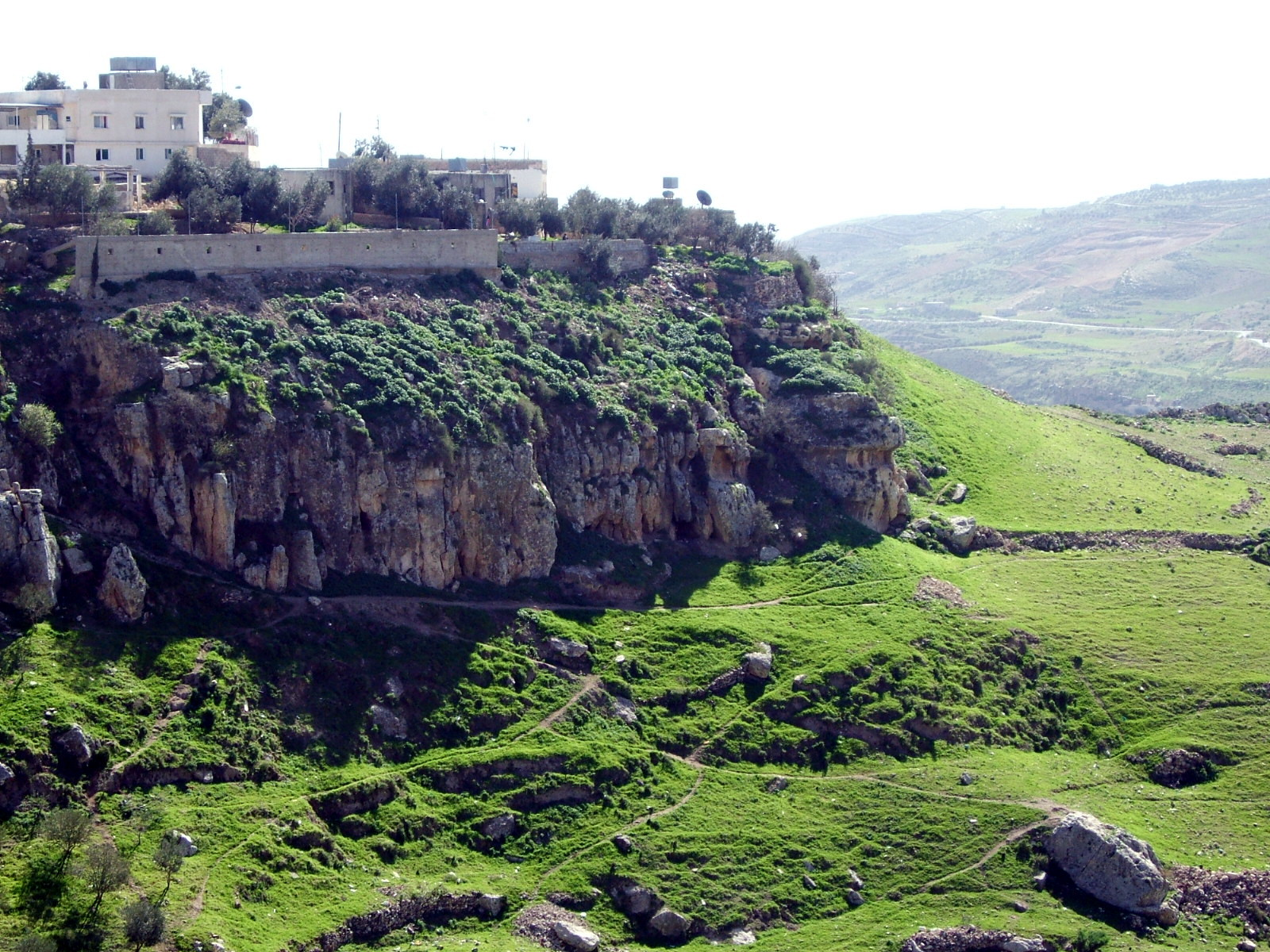
丘の上のサルト市街

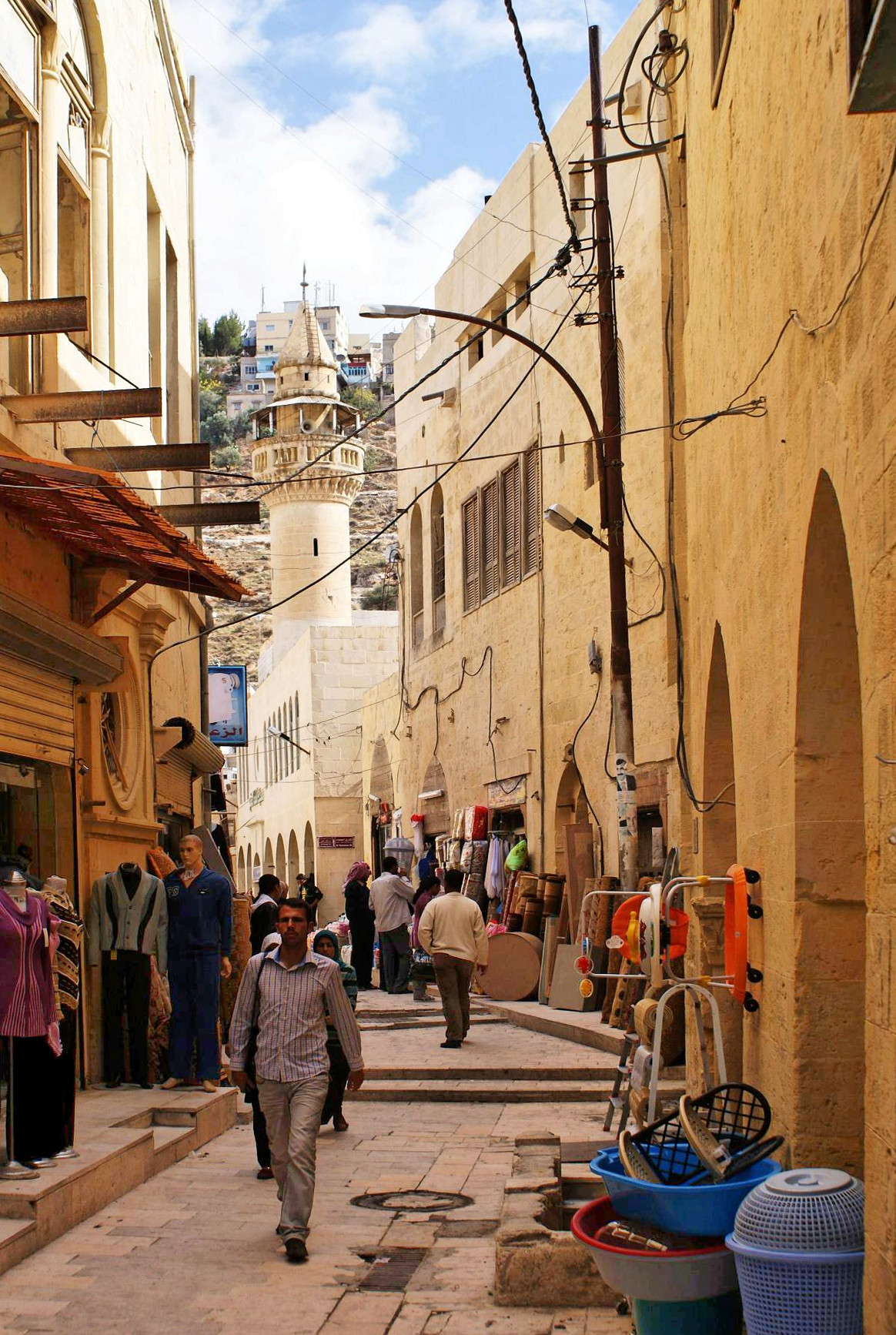
旧市街地 Hamam 通りにて

前期青銅器時代にまで遡る歴史のあるサルトは、ヨルダン川東岸地域の中心都市であり、一時期はトランスヨルダンの首都としての機能を果たしていたこともある。現在のヨルダンの首都アンマンからは北西へ車で1時間ほどで、サルトに入ると、長いアーチ窓が特徴的なオスマン帝国末期からの石造建築が並ぶ古い街が広がる。
ローマ帝国が支配した時期、サルトはラテン語で森林を意味するサルトゥス（Saltus）の名で知られており、後の東ローマ帝国時代には主教が置かれていた。この時期、サルトゥスはヨルダン川東岸の中心都市となっていた。モンゴル帝国の襲来によって破壊されたサルトは、マムルーク朝第5代スルタンのバイバルスの治世（1260年 - 1277年）に再建される。オスマン帝国による支配の後には再度ヨルダン川東岸の中心都市となった。1830年代初期、サルトはムハンマド・アリー朝エジプトの総督イブラーヒーム・パシャのシリア・パレスチナ遠征で攻撃され打撃を受けた。
サルトの全盛期は19世紀末期、ヨルダン川西岸のナーブルスの貿易商人たちが交易路をヨルダン川の東へ延長してサルトに至った時期であった。サルトは自然の美しさや水の豊かさに恵まれており、大きな都市ができるには好ましい条件を備えていた。この時期にサルトには新しい住民が流入して急速に拡大し、それまでの農村集落から商業都市へと変貌し、近郊で切り出された山吹色の石灰岩を使って建てられたナーブルス風の立派な家々が並ぶようになった。今日でも19世紀末の伝統建築は多数残存し、すぐ近くの近代都市アンマンの喧噪とは対照的な古都の風情を楽しむために観光客が訪れる場所となっている。
第一次世界大戦後、イギリスがパレスチナおよびトランスヨルダンに置いた高等弁務官ハーバート・サミュエルは、創設が予定されていたイギリス委任統治領パレスチナのうち、東部を分割して新設される「トランスヨルダン」の自治政府の場所にはサルトが望ましいと述べた。自治政府は1921年に承認され、ハーシム家出身のアブドゥッラー1世はその首長になることを受け入れた。小さな村ばかりであったトランスヨルダンにおいて、当時はサルトがトランスヨルダン最大の都市であり、唯一の高等学校もヨルダンのほとんどの商工業者もサルトにあったためここが新首都に選ばれるのは自然なことに思われた。しかしアブドゥッラー1世はサルトに到着すると住民の敵意を集めてしまう。アブドゥッラー1世はサルトの街の名士たちと合意に達せず、結局サルトを去ってヒジャーズ鉄道の沿線にあった人口わずか2万人の小都市アンマンに移動した。以後、アンマンがトランスヨルダンの首都となり、第二次世界大戦後の完全独立とパレスチナ難民流入でアンマンは大都会へと膨張し、サルトは時代の流れの中で取り残される町となった。

## 産業

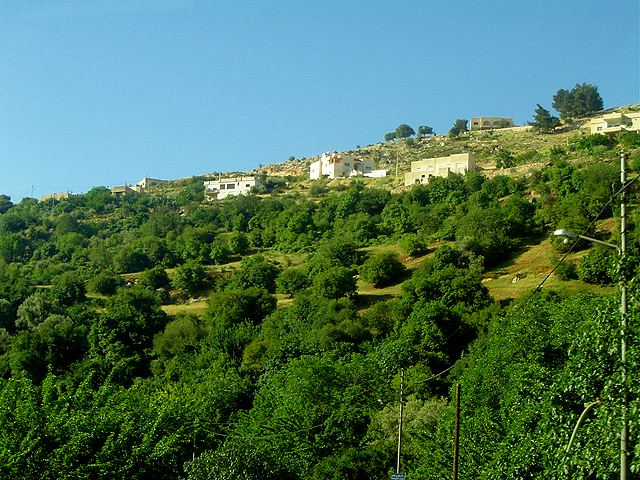
ワーディ・シュアイブの風景

サルトは、ヨルダン国内でも肥沃な土地と、品質の高い果物や野菜の収穫で知られている。特にオリーブ、トマト、ブドウ、モモなどが主な産品である。またタバコの栽培もサルトでは特徴的であり、町の中には伝統的なタバコ屋を今でも見ることができる。
サルトはブドウで著名であり、今日でもブドウ汁を煮詰めた菓子（ハビーセ）が伝統的な食品として知られている。スルタナレーズンはもともとサルト産の干しブドウという意味であったと地元では信じられている。
ワーディ・シュアイブ（Wadi Shu'aib、エテロの谷）はサルト市でも最大級の農業地帯であり、広い谷間に広大な農地が広がる。谷の名は、イスラム教で預言者とされている人物シュアイブもしくはショアイブ（en:Shoaib), ユダヤ教やキリスト教で預言者とされているエテロ (en:Jethro (Bible) と同一視されている）にちなむ。エテロはモーゼの義理の父でアブラハム（イブラーヒーム）の子孫でもある。個人農場の多くはワーディ・シュアイブにあり、ブドウやオリーブなどを育てている。

## スポーツ
サッカーのヨルダンプロリーグに所属するアル・サルトSCがある。

## 世界遺産

### 登録基準
この世界遺産は世界遺産登録基準のうち、以下の条件を満たし、登録された（以下の基準は世界遺産センター公表の登録基準からの翻訳、引用である）。
- (2) ある期間を通じてまたはある文化圏において、建築、技術、記念碑的芸術、都市計画、景観デザインの発展に関し、人類の価値の重要な交流を示すもの。
- (3) 現存するまたは消滅した文化的伝統または文明の、唯一のまたは少なくとも稀な証拠。

## 画像
- 雪のサルト市